# 세제스타역
세제스타역 (Segesta)은 밀라노 지하철 5호선의 역이다.

## 역사
세제스타 역 건설 공사는 5호선 2단계 구간인 가리발디 FS - 산 시로 스타디오 구간 중 하나로 2010년 11월에 시공했다. 이후 2015년 엑스포의 공식 개막일 며칠 전인 2015년 4월 29일에 구간이 개통되어 문을 열었다.

## 역 구조
세제스타 역은 1면 2선의 구조인 섬식 승강장이 있는 지하역으로, 5호선의 나머지 역과 마찬가지로 휠체어 이동시설이 있다. 또한 밀라노 지하철 시내 구간에 포함되어 있다.
세제스타 역은 "거대 밀라노"라 부르는 특이한 건설 공법을 사용했는데 열차의 흔들림 줄이기에 유용하다.

## 환승
역 부근에는 다음과 같은 교통시설이 있다.
- 트램 정거장 (l16번)
- 버스 정류장

## 역 시설
- 장애인 접근시설
- 엘리베이터
- 에스컬레이터
- 역 감시카메라